# Miquel Aguilà i Barril
Miquel Aguilà i Barril   (Balaguer, 28 de novembre de 1952) és un polític català del PSC, senador en la IV i V Legislatura i paer en cap de Balaguer del 1983 al 1991 i del 1995 al 2011.

## Biografia
És Diplomat en Magisteri per l'Escola de Formació del Professorat de Lleida. Mestre jubilat.
Abans de la legalització dels partits polítics en formà part de diversos, com són Convergència Socialista de Catalunya (CSC), un dels nuclis originaris del PSC-Congrés (Partit dels Socialistes de Catalunya-Congrés) i de l'actual Partit dels Socialistes de Catalunya (PSC-PSOE). És membre del Consell Nacional del PSC i de l'Executiva de les Comarques de Lleida.
Fou elegit paer en cap de Balaguer després de les eleccions municipals espanyoles de 1983 amb els vots del PSC i Alianza Popular, enfront del candidat guanyador Gregori Gallego. Va ser reelegit a les de 1987. Regidor portaveu del Grup Municipal Socialista del 1991 al 1995 i reelegit paer en cap a les eleccions municipals espanyoles de 1995, 1999, 2003 i 2007. El 2011 perd les eleccions municipals i passa a ser regidor a l'oposició i president i portaveu del Grup Municipal Socialista fins al 2015.
Ha estat senador per Lleida la IV i V legislatures (1989-93 i 1993-96). Fou secretari primer de la Comissió d'Interior i Funció Pública del Senat d'Espanya.
Del 1989 al 2007 és diputat de la Diputació de Lleida, on ha estat portaveu del Grup Socialista. El 2007, fruit d'un pacte PSC-ERC esdevé vicepresident primer, essent president el republicà Jaume Gilabert, alcalde de Montgai i exdelegat de la Generalitat a Lleida.